# ネットスーパー
ネットスーパー（和製語、由来はnet + supermarket）とは、既存のスーパーマーケットや店舗を持たない宅配専門の業者がインターネットで注文を受け付けて、既存店舗から主に個人宅まで注文商品を即日配達する宅配サービスのこと。既存のスーパーマーケットから日用品（消費物）や食料品が宅配される。

## 概要
既存のスーパーマーケット数社がインターネットで注文を受け付けて、生鮮食品などの商品を個人宅まで配送するサービスを始めている。商品の取り扱い品目は店舗同様に多種・多様であり、米・野菜などの生鮮食品から日用雑貨、肌着、家電の一部まで即日配達されている。
有機野菜などの安心・安全な食品を専門的に取り扱うネットスーパーでは、消費者の注文を受けてから商品の調達を独自で行うため、注文から配達までに1週間前後かかる。
また消費者が自ら重量物を運ぶ必要がなくなることから、高齢化社会の進展と共に、将来的に大きな広がりが期待される商形態である。老人福祉施設からの利用も増加している。
「巣ごもり消費」や新型インフルエンザの流行を背景に急拡大しており、店舗販売が縮小する一方、ネットスーパーは2ケタの成長が続き既存店舗の売上にとって代わる勢いとなっている。
しかし、黒字店はごくわずかで、各社とも利益が出ていないのが現状である。

## 手法

### 配送方法
配送方法は、拠点となる実店舗から配送する店舗出荷型と、専用の配送センターから配送するセンター出荷型に大別される。日本ではイトーヨーカドー、西友、イオンが前者を、サミットストアが後者を選択して受注を競ったが、2014年に知名度等の理由からサミットストアが撤退（後に店舗出荷型で再度参入）。店舗出荷型が主流となっている。
日本においては酒類や医薬品をネットスーパーで販売するためには店舗での販売実態がないと認められないことから、配送センターの一角に店舗を設けて酒類や医薬品の販売を行っていることがある。

## 生活変革としてのネットスーパー
米、ペットボトル飲料など重量のある物を購入する際や、雨の日は車で店舗まで足を運ぶことが多いが、特にこの数年は原油価格高に伴うガソリン価格の高騰や、大都市部における車離れ傾向もあり、「労力」や「車の維持費」、「ガソリンなどの生活コスト」などを考えるとネットスーパーで「商品代 + 配達料」を上乗せしてでも注文することは魅力的だと考える消費者が増えている。

## 企業例
楽天西友、イオン、イトーヨーカドー、ダイエー、セブン、ライフ、東急、業務スーパー、マルエツ、いなげや、Coop（コープ）、ainoma（バロー）、Amazon、なんでも酒やカクヤス、．．．